# Phenylacetonitril
Phenylacetonitril ist eine organische Verbindung aus der Gruppe der Nitrile, konkret ein Derivat des Acetonitrils mit einem zusätzlichen Phenylring. Es ist bei Raumtemperatur eine Flüssigkeit, sehr giftig, in reinem Zustand farblos, durch Verunreinigungen jedoch meist gelblich.

## Vorkommen in der Natur

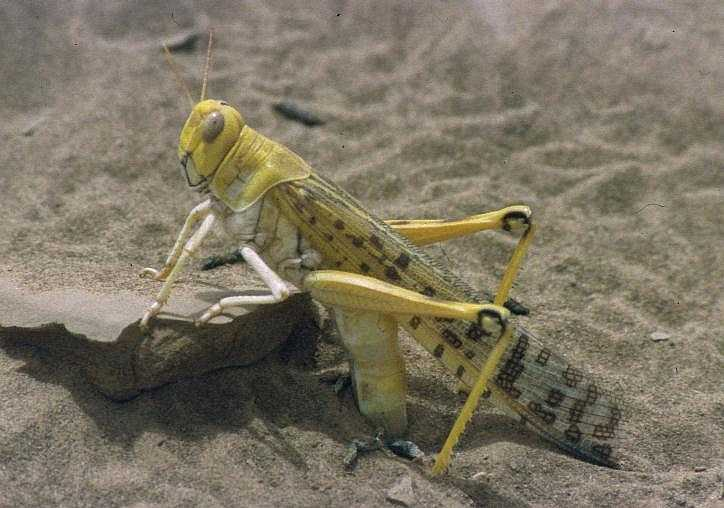
Wüstenheuschrecke (Schistocerca gregaria)

In der Natur findet sich Phenylacetonitril in Gartenkresse.
Es ist außerdem im Sekret der Wüstenheuschrecke enthalten und wirkt als Duftstoff (Pheromon). Konkret wird es von Männchen in der gregären Phase mit Phenylalanin als Vorstufe gebildet, wobei es vor allem an Beinen und Flügeln sekretiert  wird. Es dient als paarungsverhinderndes Pheromon.

## Darstellung
Phenylacetonitril 2 kann über Chlorierung von Toluol 1 zu Benzylchlorid und nachfolgende Umsetzung mit Natriumcyanid in Ethanol entsprechend der Kolbe-Nitrilsynthese synthetisiert werden.

## Verwendung
Phenylacetonitril wird als Zwischenprodukt in der chemischen Industrie verwendet und ist der Ausgangsstoff für die Herstellung von Phenylessigsäure.  Es dient auch als Riechstoff in der Parfum-Industrie.